# 锡北镇
锡北镇位于无锡市东北部，北接江阴市，面积62.4平方公里，距离无锡市中心13公里。人口约8万。
斗山农业生态园是现代农业创新试验区，出品的“太湖翠竹”绿茶屡次获得国家级金奖。